# Liberty’s Kids
Liberty’s Kids (auch: Liberty’s Kids: Est. 1776) ist eine US-amerikanische Animationsfernsehserie, die von DiC Entertainment produziert und vom 2. September 2002 bis zum 4. April 2003 auf PBS im PBS-Kids-Block erstausgestrahlt wurde. Wiederholungen wurden bis Oktober 2004 bei PBS gesendet.
Die Serie basierte auf einer Idee von Kevin O’Donnell und wurde von Kevin O’Donnell, Robby London, Mike Maliani und Andy Heyward entwickelt. Sie wurde 2003 und 2004 für den Daytime Emmy in der Kategorie Outstanding Performer in an Animated Program (für Walter Cronkite, der Benjamin Franklin sprach) nominiert. Ziel der Sendung ist es, die Zuschauer über die Geschichte der Vereinigten Staaten zu informieren. Wie zuvor bereits die Miniserie Das ist Amerika, Charlie Brown, so erzählt auch Liberty’s Kids die Hauptereignisse aus der Zeit des Amerikanischen Unabhängigkeitskriegs aus der Sicht von Kindern.
Das Titellied wurde von Aaron Carter und Kayla Hickle gesungen.
Prominente wie Walter Cronkite (als Benjamin Franklin), Sylvester Stallone (als Paul Revere), Ben Stiller (als Thomas Jefferson), Billy Crystal (als John Adams), Annette Bening (als Abigail Adams), Dustin Hoffman (als Benedict Arnold), Arnold Schwarzenegger (als Friedrich Wilhelm von Steuben), Liam Neeson (als John Paul Jones), Whoopi Goldberg (als Deborah Sampson) und Don Francisco (als Bernardo de Gálvez y Madrid) liehen den Figuren, die von der Boston Tea Party bis zum Verfassungskonvent der Vereinigten Staaten für die Entstehung eines freien Landes verantwortlich waren, ihre Stimmen.
Die Folgen dauerten inklusive Werbung eine halbe Stunde. Bei der Ausstrahlung auf PBS wurde die Werbung durch „The Liberty News Network“ (auch LNN genannt, eine Nachrichtensendung mit Cronkite, die die Ereignisse der Episode zusammenfasst), „Mystery Guest“ (ein Ratespiel, bei dem die Kinder eine historische Persönlichkeit erraten müssen, die meist in der Folge auftaucht), „Now and Then“ (eine Rubrik, in der das Leben heute mit dem zur Zeit des Unabhängigkeitskrieges verglichen wird) und „Continental Cartoons“ (ein Rebus-Rätsel) ersetzt. Die LNN-Beiträge wurden von Mike Bundlie produziert.

## Handlung
Benjamin Franklin und seine vier fiktiven Begleiter erleben während des Amerikanischen Unabhängigkeitskriegs verschiedene Abenteuer. Obwohl die Serie dabei eine Zeitspanne von 16 Jahren abbildet – von der Boston Tea Party im Jahr 1773 bis zur Ratifikation der Verfassung im Jahr 1789 – scheint außer Dr. Franklin keine der Figuren zu altern.

## Figuren

### Fiktive Figuren
- Sarah Phillips (Stimme: Reo Jones) ist ein rothaariges Mädchen aus England, das 1773 im Alter von 15 Jahren in die 13 Kolonien reist, um ihren Vater, Major Phillips, dessen letzter bekannter Aufenthaltsort in der Region Ohio lag, zu suchen. Bei ihrer Ankunft wird sie herzlich von Benjamin Franklin empfangen und lebt bei ihm. Ihre Mutter, Lady Phillips, bleibt in England und ist eine gute Freundin von Dr. Franklin. Aufgrund der Gefahr eines Krieges zwischen den amerikanischen Kolonien und ihrem englischen Heimatland entscheidet sie sich, Reporterin für Franklins Zeitung zu werden, um eine ausgewogene Berichterstattung zu bieten. Sarah glaubt an die Macht der Worte und gleiche Rechte für alle und hat keine Angst davor, ihre Meinung zu sagen. Zu Beginn der Serie ist sie loyalistisch, was für einige Konflikte mit James sorgt. Im Laufe der Serie folgt jedoch ein Sinneswandel und sie versteht die Menschen in den Kolonien und unterstützt schließlich sogar die Revolution. Gute Manieren ebnen Männern den Weg zu ihrem Herzen, wobei James eifersüchtig wird. Während der Serie kommen sich James und Sarah näher, am Ende scheint Sarah für James „mehr als Freundschaft“ zu empfinden. Lady Phillips folgt schließlich Sarah und ihrem Vater in die Vereinigten Staaten und Sarah hat die Hoffnung, mehr von ihrer neuen Heimat zu entdecken.
- James Hiller (Stimme: Chris Lundquist) ist ein junger amerikanischer Kolonist, der den Beruf des Journalisten bei Franklins Zeitung erlernt. James hat großen Respekt und große Bewunderung für Dr. Franklin und seine Arbeit, insbesondere für die Erfindung des Blitzableiters, da seine Eltern bei einem durch einen Blitzschlag verursachten Brand starben. James ist clever und impulsiv und verfolgt die Revolution aus einer eher einseitigen Perspektive, wobei Sarah ihn mit anderen Ansichten konfrontiert. James glaubt an die amerikanische Sache und ist bereit, fast alles zu tun, um den Menschen die Wahrheit über die Ereignisse zu zeigen. Dabei wird er auch mit den negativen Aspekten des politischen Konflikts konfrontiert. Seine Freunde Sarah und Henri schätzt er sehr. Er versucht, Sarah zu beschützen und Henri aus Ärger herauszuhalten und verhält sich wie ein älterer Bruder. Sarah weist ihn häufig auf seine schlechten Manieren hin. Am Ende der Serie plant James, eine eigene Zeitung zu gründen.
- Henri Richard Maurice Dutoit LeFevbre (Stimme: Kathleen Barr) ist ein energischer, wilder französischer Junge, der eine ähnlich tragische Vergangenheit wie James hatte. Als er sechs Jahre alt war, schlossen seine Eltern einen Vertrag mit einem Händler ab, der ihnen im Gegenzug für sieben Jahre Arbeit die Überfahrt nach Amerika verspricht. Während der Reise bricht jedoch eine Krankheit aus, an der die Hälfte der an Bord befindlichen Personen sterben, darunter auch Henris Eltern. Der Kaufmann ließ Henri daraufhin als Kabinenjungen arbeiten und behandelte ihn sehr schlecht. James und Moses entdeckten ihn, als sie eine neue Druckmaschine kaufen wollten und schmuggelten ihn von Bord. Henri spricht fließend Französisch, Dr. Franklin bestand jedoch darauf, dass er lernt, sowohl Englisch als auch Französisch zu sprechen, zu lesen und zu schreiben. Henris geringe Größe hat sich als nützlich für Sarah und James erwiesen, obwohl er häufig in Schwierigkeiten gerät und sich der Gefahren des Krieges nicht völlig bewusst ist. Er sieht das Leben als eine „große Party“ und wird als „Magnet für Ärger“ bezeichnet. In späteren Folgen ist er Trommler bei der Kontinentalarmee. Er ist neugierig und furchtlos, wobei es ihm wichtiger ist, eine Familie zu finden, als Freiheit zu haben. Am Ende der Serie kehrt er zusammen mit Marquis de Lafayette, dem er fast so nah gekommen ist, wie ein Sohn, nach Frankreich zurück. Es wird angedeutet, dass Lafayette Henri adoptiert.
- Moses (Stimme: D. Kevin Williams) wurde in Afrika geboren und als Sklave in Ketten nach Nordamerika gebracht und in Charleston verkauft. Aufgrund seines Einfallsreichtums gelingt es ihm, das Lesen und das Schmieden von Metall zu erlernen und sich seine Freiheit zu erkaufen. Um nicht für einen entlaufenen Sklaven gehalten zu werden, muss er Dokumente mit sich führen, die beweisen, dass er ein freier Mann ist. Er zog schließlich nach Philadelphia und arbeitet in Dr. Franklins Druckerei. Sein Bruder Cato hatte weniger Glück, konnte jedoch fliehen und hat sich als Soldat den britischen Truppen angeschlossen, um seine Freiheit wiederzuerlangen. Cato taucht am Ende der Serie erneut auf, als er den afroamerikanischen Spion James Armistead, der entscheidend am Sieg der Amerikaner bei Yorktown, der den Unabhängigkeitskrieg beendete, beteiligt war, nicht verrät. Die Freiheit ist Moses wichtiger als alles andere. Er würde nie zulassen, dass man ihm die Würde nimmt. Moses hofft, dass eines Tages alle Amerikaner frei sind. Am Ende der Serie erwähnt er gegenüber Dr. Franklin und Marquis de Lafayette, dass er eine Schule für freie schwarze Kinder errichten möchte. Cato geht schließlich mit Mrs. Radcliffe, einer britischen Loyalistin und Freundin von Sarah und ihrer Mutter, nach Kanada.

### Dargestellte historische Figuren

#### Kontinentalarmee, Marine und amerikanische Miliz
- George Washington (Stimme: Cork Ramer)
- Generalmajor William Alexander, Lord Stirling
- Oberst Ethan Allen
- Brigadegeneral George Rogers Clark (Stimme: Norman Schwarzkopf junior)
- Generalmajor Thomas Conway
- Margaret Corbin
- Generalmajor Horatio Gates
- Generalmajor Nathanael Greene (Stimme: John Michael Lee)
- Nathan Hale
- Alexander Hamilton (Stimme: Andrew Rannells)
- Charles Lee
- Oberst John Jameson – Erscheint in „Benedict Arnold“
- John Paul Jones (Stimme: Liam Neeson)
- Tadeusz Kościuszko – Ein Pole in der Kontinentalarmee
- Oberst James Livingston
- Oberst John Laurens
- Hauptmann John Parker
- John Paulding – Erscheint in „Benedict Arnold“
- Joseph Plumb Martin (Stimme: Aaron Carter)
- Israel Putnam – Erscheint in „Bunker Hill“ und „The Turtle“.
- Oberst Joseph Reed
- Deborah Sampson alias Robert Shurtleff (Stimme: Whoopi Goldberg)
- John Sullivan
- Benjamin Tallmadge – Erscheint in „Benedict Arnold“
- Isaac Van Wart – Erscheint in „Benedict Arnold“, kein Text
- Friedrich Wilhelm von Steuben (Stimme: Arnold Schwarzenegger) – Ein preußischer Offizier in der Kontinentalarmee.
- David Williams – Erscheint in „Benedict Arnold“, kein Text
- Anthony Wayne
- Udney Wolf-Hutchinson (Stimme: Carl Beck)

#### Britische Armee und Marine
- John André
- John Burgoyne
- Guy Carleton, 1. Baron Dorchester
- Henry Clinton
- General Charles Cornwallis, 1. Marquess Cornwallis (Stimme: Ralph Fiennes)
- Admiral Richard Howe, 1. Earl Howe (Stimme: Michael York)
- General William Howe, 5. Viscount Howe
- Richard Pearson
- Johann Rall – Ein hessischer Offizier im Dienst der Briten.

#### Französische Offiziere
- Marie-Joseph Motier, Marquis de La Fayette (Stimme: Ben Beck)
- Jean-Baptiste-Donatien de Vimeur, comte de Rochambeau
- Johann von Kalb
- Admiral François Joseph Paul de Grasse

#### Spanische Armee
- Bernardo de Gálvez y Madrid (Stimme: Don Francisco)

#### Amerikanische Ureinwohner
- Joseph Brant (Stimme: Russell Means)
- Cornstalk (Stimme: Russell Means)
- Abraham Nimham

#### Renegaten
- Benedict Arnold (Stimme: Dustin Hoffman)

#### Amerikanische Familienmitglieder
- Abigail Adams (Stimme: Annette Bening)
- John Quincy Adams
- Peggy Shippen (Stimme: Maria Shriver) – Vor ihrer Heirat mit Benedict Arnold britische Loyalistin
- Thomas Boylston Adams

#### Amerikanische Politiker
- John Adams (Stimme Billy Crystal)
- Jonathan L. Austin – Erscheint in „Allies at Last“
- Samuel Adams
- Samuel Chase
- Silas Deane
- Benjamin Franklin (Stimme: Walter Cronkite)
- John Hancock
- Patrick Henry (Stimme: Michael Douglas)
- John Jay
- Thomas Jefferson (Stimme: Ben Stiller)
- Henry Laurens
- Richard Henry Lee
- James Madison (Stimme: Warren Buffett)
- Caesar Rodney
- Edward Rutledge
- Joseph Warren
- Luther Martin
- John Dickinson
- Charles Pinckney

#### Britische Politiker
- König Georg III. (Stimme: Charles Shaughnessy)
- Charles Fox
- Alexander Wedderburn, 1. Earl of Rosslyn
- Frederick North, 2. Earl of Guilford

#### Andere historische Figuren
- James Armistead
- Edward Bancroft
- David Bushnell
- Elizabeth Freeman alias Mum Bett (Stimme: Yolanda King)
- James Craik – Erscheint in „Lafayette Arrives“, kein Text
- William Dawes
- Josiah Franklin – Erscheint in „In Praise of Ben“, kein Text
- James Franklin
- Charles Gravier, comte de Vergennes
- Moses Michael Hays
- John Honeyman
- Edward Jenner
- König Ludwig XVI. – Erscheint in „Allies at Last“, kein Text
- Sybil Ludington (Stimme: Kayla Hinkle)
- Thomas Paine
- Samuel Prescott
- Paul Revere (Stimme: Sylvester Stallone)
- Theodore Sedgwick
- Paul Wentworth
- Benjamin West
- Phillis Wheatley
- John Witherspoon

## Episoden
| Nr. | Titel                                     | Drehbuch                           | Mysteriöser Gast                               | Premiere USA      | Behandelte Themen                                                                          |
| --- | ----------------------------------------- | ---------------------------------- | ---------------------------------------------- | ----------------- | ------------------------------------------------------------------------------------------ |
| 1 | The Boston Tea Party                      | Doug McIntyre                      | Samuel Adams                                   | 2. September 2002 | Boston Tea Party                                                                           |
| Sarah kommt an Bord der Dartmouth in Amerika an und trifft dabei nicht nur auf Moses, James und Henri. Sam Adams führt eine Bande von Patrioten an, die als Indianer verkleidet den Tee vernichten und die Kinder gefangen nehmen. |                                           |                                    |                                                |                   |                                                                                            |
| 2 | The Intolerable Acts                      | Doug McIntyre                      | Phillis Wheatley                               | 3. Sep. 2002      | Intolerable Acts                                                                           |
| James, Sarah, Henri und Moses sitzen in Boston im Haus von Phillis Wheatley fest, da in Boston aufgrund der Gesetze eine Ausgangssperre gilt. Alexander Wedderburn kritisiert Benjamin Franklin. |                                           |                                    |                                                |                   |                                                                                            |
| 3 | United We Stand                           | Larry B. Williams                  | Abigail Adams                                  | 4. Sep. 2002      | Erster Kontinentalkongress                                                                 |
| James entdeckt den ersten Kontinentalkongress, während Sarah nach Boston reist, um die Widerstandsbewegung zu unterstützen. Außerdem wird der Powder-Alarm erwähnt. |                                           |                                    |                                                |                   |                                                                                            |
| 4 | Liberty or Death                          | Doug McIntyre                      | Patrick Henry                                  | 5. Sep. 2002      | Give me Liberty, or give me Death!                                                         |
| Having reist nach Virginia, um eine neue Presse zu kaufen. Moses sieht, dass sein Bruder Cato als Sklave verkauft werden soll und versucht, dies zu verhindern. Die Kinder hören, dass Patrick Henry dabei ist, die südlichen Patrioten zu sammeln. |                                           |                                    |                                                |                   |                                                                                            |
| 5 | Midnight Ride                             | Cliff MacGillivray Kelly Ward      | Paul Revere                                    | 6. Sep. 2002      | Der Mitternachtsritt                                                                       |
| James und Sarah reisen mit einer Nachricht der Mechaniker nach Boston, lernen Dr. Warren kennen und begleiten Paul Revere und William Dawes auf ihrem Mitternachtsritt. |                                           |                                    |                                                |                   |                                                                                            |
| 6 | The Shot Heard Round the World            | Cliff MacGillivray Kelly Ward      | John Parker                                    | 9. Sep. 2002      | Gefechte von Lexington und Concord                                                         |
| James und Sarah werden Zeugen der Gefechte von Lexington und Concord, bei denen Sarahs Cousin Tom getötet wird. |                                           |                                    |                                                |                   |                                                                                            |
| 7 | Green Mountain Boys                       | Jay Abramowitz                     | Ethan Allen                                    | 10. Sep. 2002     | Schlacht von Ticonderoga                                                                   |
| James und Sarah treffen sich mit Ethan Allen und den Green Mountain Boys in Vermont, wo diese einen Landbesitzer vertreiben und dann mit Allen und Benedict Arnold das Fort Ticonderoga erobern. |                                           |                                    |                                                |                   |                                                                                            |
| 8 | The Second Continental Congress           | Larry B. Williams                  | John Hancock                                   | 11. Sep. 2002     | Zweiter Kontinentalkongress                                                                |
| Ein britischer Spion verlangt von James und Henri, herauszufinden was hinter den verschlossenen Türen des Zweiten Kontinentalkongresses passiert. In der Zwischenzeit treffen Sarah und Moses George Washington, einen Delegierten des Zweiten Kontinentalkongresses und neu gewählten General der Kontinentalarmee. |                                           |                                    |                                                |                   |                                                                                            |
| 9 | Bunker Hill                               | Robby London Jim Fisher Jim Staahl | Joseph Warren                                  | 12. Sep. 2002     | Schlacht von Bunker Hill                                                                   |
| James wird aus dem amerikanischen Lager Zeuge der Schlacht von Bunker Hill, während Sarah im britischen Lager nach einem britischen Soldaten sucht, der ihren im Krieg getöteten Vater kannte. Joseph Warren wird zu James Bedauern ebenfalls bei den Kämpfen getötet. |                                           |                                    |                                                |                   |                                                                                            |
| 10 | Postmaster General Franklin               | Bill Dial                          | John Adams                                     | 13. Sep. 2002     | Benjamin Franklin                                                                          |
| James und Sarah versuchen, Post von Philadelphia nach New York zuzustellen und treffen auf ihrem Weg das Korrespondenz-Komitee. In der Zwischenzeit wird Franklin zum Postmaster General des Zweiten Kontinentalkongresses ernannt. |                                           |                                    |                                                |                   |                                                                                            |
| 11 | Washington Takes Command                  | Jim McGrath                        | George Washington                              | 16. Sep. 2002     | Belagerung von Boston George Washington                                                    |
| Die Bande verbringt den Winter in Boston, wo General Washington das Kommando hat und dem es gelingt, die britische Besetzung von Boston zu beenden. James begleitet Henry Knox bei seinem Besuch in Fort Ticonderoga. |                                           |                                    |                                                |                   |                                                                                            |
| 12 | Common Sense                              | Marc und Elaine Zicree             | Thomas Paine                                   | 17. Sep. 2002     | Common Sense                                                                               |
| Bens alter Freund Thomas Paine kommt vorbei und bittet sie, seine Schrift Common Sense zu drucken, in der es um die Unabhängigkeit von Großbritannien geht. James und Henri sind inspiriert, Sarah stößt sich jedoch an dem Begriff Revolution und wird das Pamphlet nicht lesen. |                                           |                                    |                                                |                   |                                                                                            |
| 13 | The First Fourth of July                  | Brooks Wachtel                     | Thomas Jefferson                               | 18. Sep. 2002     | Unabhängigkeitserklärung                                                                   |
| James versucht, mehr über die Debatte zur Unabhängigkeitserklärung herauszufinden; er trifft auf Delegierte aus New Jersey und Delaware. Währenddessen sieht sich Sarah den Müll von Thomas Jefferson an. |                                           |                                    |                                                |                   |                                                                                            |
| 14 | New York, New York                        | Jim McGrath                        | William Alexander, Lord Stirling               | 19. Sep. 2002     | Schlacht von Long Island                                                                   |
| Sarah besucht Mrs. Radcliffe, eine New Yorker Loyalistin. Währenddessen beobachtet James den Verlust von New York City an die Briten und Henri gibt sich als amerikanischer Spion aus. |                                           |                                    |                                                |                   |                                                                                            |
| 15 | The Turtle                                | Bill Dial                          | David Bushnell (Erfinder)                      | 20. Sep. 2002     | Turtle                                                                                     |
| Die Kinder hören Gerüchte über ein Seemonster im Hafen von New York Harbor, dort treffen sie auf David Bushnell und seinen U-Boot-Prototypen. Außerdem begegnen sie Admiral Richard Howe, dem Kommandeur der britischen Flotte in New York. |                                           |                                    |                                                |                   |                                                                                            |
| 16 | One Life to Lose                          | Jay Abramowitz                     | Nathan Hale                                    | 23. Sep. 2002     | Nathan Hale                                                                                |
| Die Kinder entdecken, dass Nathan Hale ein Spion ist und sehen seine Hinrichtung. James ist von der britischen Navy beeindruckt und Franklin besucht die Friedenskonferenz von Staten Island. |                                           |                                    |                                                |                   |                                                                                            |
| 17 | Captain Molly                             | Cliff MacGillivray Kelly Ward      | Thomas Jefferson                               | 24. Sep. 2002     | Schlacht von Fort Washington Margaret Corbin                                               |
| Sarah befindet sich zusammen mit Margaret Corbin in Fort Tryon, während James den Verlust der Forts Tryon und Washington an die Briten miterlebt. |                                           |                                    |                                                |                   |                                                                                            |
| 18 | American Crisis                           | Marc und Elaine Zicree             | Robert Bell                                    | 25. Sep. 2002     | The American Crisis, Kampf um New York und New Jersey                                      |
| James und Sarah werden Zeuge der schrecklichen Kapitulationsbedingungen der Kontinentalarmee nach deren Niederlage in New York und New Jersey. Sie kehren nach Philadelphia zurück, um Thomas Paine bei der Veröffentlichung von The American Crisis zu helfen. |                                           |                                    |                                                |                   |                                                                                            |
| 19 | Across the Delaware                       | Jim McGrath                        | John Honeyman                                  | 26. Sep. 2002     | George Washingtons Überquerung des Delaware River Schlacht von Trenton                     |
| James erfährt von einem Plan, die Briten anzugreifen und überquert vor der Schlacht von Trenton zusammen mit George Washington den Delaware River. |                                           |                                    |                                                |                   |                                                                                            |
| 20 | An American in Paris                      | Bruce Franklin Singer              | Silas Deane; Alexander Hamilton                | 27. Sep. 2002     | Franklin in Frankreich, Futterkrieg                                                        |
| Franklin, der jetzt Botschafter in Frankreich ist, arbeitet daran, militärische Hilfe vom französischen Außenminister Vergennes zu erhalten. Währenddessen trifft James sich auf dem Weg zu Washingtons Winterlager in Morristown mit Capt. Alexander Hamilton und Sarah erkrankt im heutigen Quincy an Pocken, wird jedoch dank Abigail Adams wieder gesund. |                                           |                                    |                                                |                   |                                                                                            |
| 21 | Sybil Ludington                           | Jay Abramowitz                     | Sybil Ludington                                | 30. Sep. 2002     | Sybil Ludington Schlacht von Ridgefield                                                    |
| James geht nach Connecticut, um etwas über Henry Ludington zu erfahren, erfährt stattdessen jedoch von der „weiblichen Paul Revere“. Unterdessen werden Sarah und Benedict Arnold Zeuge der Zerstörung Danburys durch die Briten. |                                           |                                    |                                                |                   |                                                                                            |
| 22 | Lafayette Arrives                         | Michael A. Medlock                 | Johann von Kalb                                | 1. Okt. 2002      | Marquis de La Fayette Schlacht von Brandywine                                              |
| La Fayette kommt in Philadelphia an und trifft die Kinder, ehe er dem Kontinentalkongress seine Dienste anbietet. Später wird er bei der Schlacht von Brandywine verwundet. |                                           |                                    |                                                |                   |                                                                                            |
| 23 | The Hessians are Coming                   | Jim Fisher Jim Staahl              | Philip Schuyler                                | 2. Okt. 2002      | Saratoga-Feldzug                                                                           |
| James und Sarah werden Zeuge des Saratoga-Feldzugs. Dabei verfolgt Sarah die Ereignisse im Rahmen ihrer Berichterstattung über Benedict Arnold und James erlebt sie zusammen mit einem hessischen Deserteur. |                                           |                                    |                                                |                   |                                                                                            |
| 24 | Valley Forge                              | Marc und Elaine Zicree             | Baron von Steuben                              | 3. Okt. 2002      | Valley Forge, Conway-Kabale                                                                |
| James und Sarah sehen die Not von Joseph Plumb Martin und der weiteren Fußsoldaten im Krieg. Washington steht unterdessen vor einer drohenden Meuterei, während von Steuben die Truppen drillt. |                                           |                                    |                                                |                   |                                                                                            |
| 25 | Allies at Last                            | Bruce Franklin Singer              | Jonathan L. Austin; Moses Michael Hays         | 4. Okt. 2002      | Französisch-Amerikanische Allianz Rhode-Island-Treueeid                                    |
| Franklin kann in Passy einen Allianzvertrag mit König Ludwig XVI. aushandeln. Währenddessen reisen James und Moses nach Newport und treffen sich mit dem jüdischen Kaufmann Moses Michael Hays, wohingegen Sarah und Henri im besetzten Philadelphia bleiben. |                                           |                                    |                                                |                   |                                                                                            |
| 26 | Honor and Compromise                      | Cliff MacGillivray Kelly Ward      | Henry Laurens; Abraham Nimham                  | 4. Nov. 2002      | Konföderationsartikel Schlacht von Monmouth                                                |
| Der Kontinentalkongress in York ist in die von Richard Henry Lee und Samuel Chase angeführten Fraktionen gespalten. Währenddessen muss sich Washington mit Kritik von General Charles Lee an seiner militärischen Strategie auseinandersetzen. |                                           |                                    |                                                |                   |                                                                                            |
| 27 | The New Frontier                          | Jay Abramowitz                     | Cornstalk                                      | 5. Nov. 2002      | Aufstand in Fort Wilson Cornstalk                                                          |
| In Philadelphia beobachtet James einen gewalttätigen Mob, der sich gegen James Wilson auflehnt. Unterdessen befindet sich Sarah an der Front in Ohio und trifft dort ihren Vater und den Shawnee-Anführer Cornstalk. |                                           |                                    |                                                |                   |                                                                                            |
| 28 | Not Yet Begun to Fight                    | Brooks Wachtel                     | John Paul Jones                                | 6. Nov. 2002      | Schlacht von Flamborough Head                                                              |
| Auf dem Weg zurück nach England erleidet Sarah Schiffbruch, wird jedoch von der Bonhomme Richard gerettet. Während der Schlacht hilft John Paul Jones ihr herauszufinden, dass ihre Loyalität bei Amerika liegt. |                                           |                                    |                                                |                   |                                                                                            |
| 29 | The Great Galvez                          | Paul Diamond                       | Bernardo de Gálvez y Madrid; Charles James Fox | 7. Nov. 2002      | Belagerung von Fort Vincennes Schlacht von Fort Charlotte Bernardo de Gálvez y Madrid      |
| James befindet sich an der Front und trifft dort auf George Rogers Clark und während der Schlacht von Fort Charlotte auf Bernardo de Gálvez. Sarah ist mittlerweile in England angekommen, fühlt sich dort jedoch nicht mehr heimisch. |                                           |                                    |                                                |                   |                                                                                            |
| 30 | In Praise of Ben                          | Phil Harnage                       | Benjamin Franklin                              | 8. Nov. 2002      | Unterschiedliche                                                                           |
| Als Sarah aus England zurückkehrt, sieht sie, wie Henri mit einem Jungen kämpft. Henri erklärt, dass er das getan hat, da der Junge schlechte Dinge über Ben Franklin erzählt habe. Der Junge sagt, dass er dies nur getan hat, da sein Vater ihm dies erzählt habe. Daher klären Sarah, Moses und James den Jungen und seinen Vater über das Leben von Ben Franklin auf.                                                                                              |                                           |                                    |                                                |                   |                                                                                            |
| 31 | Bostonians                                | Bruce Franklin Singer              | Joseph Brant                                   | 11. Nov. 2002     | Massaker im Cherry Valley Adams-Familie                                                    |
| Sarah besucht erneut die Adams-Familie, als John die Verfassung von Massachusetts entwirft und sich auf eine diplomatische Reise nach Europa vorbereitet. Währenddessen zeigt Joseph Brant, der Anführer der Irokesen, James die Schrecken des Krieges für die amerikanischen Ureinwohner. |                                           |                                    |                                                |                   |                                                                                            |
| 32 | Benedict Arnold                           | Jim Fisher Jim Staahl              | Benedict Arnold                                | 20. Jan. 2003     | Benedict Arnold                                                                            |
| James führt gerade ein Interview, als der britische Spion John André gefangen genommen wird, der Blaupausen vom West Point dabei hat. Als James herausfindet, wo er sie her hat, muss er Sarah trösten, da ihr Freund General Arnold als Verräter entlarvt wird. |                                           |                                    |                                                |                   |                                                                                            |
| 33 | Conflict in the South                     | Jim Fisher Jim Staahl              | Nathanael Greene                               | 21. Jan. 2003     | Überfall auf Richmond Südlicher Kriegsschauplatz des Amerikanischen Unabhängigkeitskrieges |
| James begleitet General Nathanael Greene auf seinem Feldzug in den Süden. Unterdessen ist Sarah entsetzt, da sie herausfindet, dass Thomas Jefferson Sklaven besitzt. Er gibt daraufhin zu, dass ihm dies selber nicht gefällt. |                                           |                                    |                                                |                   |                                                                                            |
| 34 | Deborah Samson: Soldier of the Revolution | Cliff MacGillivray Kelly Ward      | Deborah Sampson; John Laurens                  | 22. Jan. 2003     | Deborah Sampson Schlacht von Rhode Island                                                  |
| Sarah trifft die Soldatin Deborah Sampson, die sich als Robert Shurtleff ausgibt. Währenddessen will General Washington zusammen mit General Rochambeau eine Offensive von ihrer Basis in Rhode Island aus planen. Vergennes versucht unterdessen, eine Friedenskonferenz mit den Briten zu organisieren. |                                           |                                    |                                                |                   |                                                                                            |
| 35 | James Armistead                           | Jay Abramowitz                     | James Armistead Lafayette                      | 23. Jan. 2003     | James Armistead Lafayette                                                                  |
| Henri befindet sich zusammen mit Lafayettes Armee in Virginia und tritt als Schlagzeuger auf, während Sarah den Sklaven und Doppelagenten James Armistead trifft. Währenddessen bereitet General Washington eine Großoffensive gegen die Briten vor. |                                           |                                    |                                                |                   |                                                                                            |
| 36 | Yorktown                                  | Jay Abramowitz                     | Charles Cornwallis                             | 31. März 2003     | Schlacht bei Yorktown                                                                      |
| James und Sarah werden Zeugen der Schlacht von Yorktown. Moses Bruder erhält nicht die ihm versprochene Freiheit, da die Briten verloren haben. |                                           |                                    |                                                |                   |                                                                                            |
| 37 | Born Free and Equal                       | Bruce Franklin Singer              | Elizabeth Freeman                              | 1. Apr. 2003      | Elizabeth Freeman                                                                          |
| Sarah reist nach Berkshires und lernt dort die Sklavin Elizabeth Freeman kennen, die vor Gericht mithilfe ihres Rechtsanwalts Theodore Sedgwick erfolgreich ihre Freiheit erklagt. König Georg III. ist nicht bereit, zuzugeben, dass England den Krieg verloren hat. |                                           |                                    |                                                |                   |                                                                                            |
| 38 | The Man Who Wouldn’t Be King              | Jay Abramowitz                     | Benjamin West                                  | 2. Apr. 2003      | Newburgh-Verschwörung, George Washingtons Rücktritt als Oberbefehlshaber                   |
| Als James George Washington interviewt, erfährt er, dass Offiziere der Kontinentalarmee die Regierung stürzen und Washington als König einsetzen wollen, was Washington selbst schrecklich findet. Am Ende der Folge geht Washington nach Annapolis und gibt schließlich seinen Rücktritt bekannt. |                                           |                                    |                                                |                   |                                                                                            |
| 39 | Going Home                                | Jay Abramowitz                     | Daniel Shays                                   | 3. Apr. 2003      | Shays’ Rebellion                                                                           |
| James besucht Daniel Shays, der über die Lebensbedingungen der Kriegsveteranen entsetzt ist und eine Rebellion anführt, um die Regierung abzusetzen. In New York besucht Sarah ihre loyalistische Freundin Mrs. Radcliffe, die schließlich mit Moses Bruder Cato nach Kanada zieht. Während James sich überlegt, eine Zeitung zu kaufen, entscheidet sich Henri dazu, mit Lafayette nach Frankreich zu gehen und Franklin kehrt mit Lady Phillips nach Amerika zurück. |                                           |                                    |                                                |                   |                                                                                            |
| 40 | We the People                             | Bruce Franklin Singer              | James Madison                                  | 4. Apr. 2003      | Verfassungskonvent der Vereinigten Staaten                                                 |
| James und Sarah versuchen herauszufinden, was beim Verfassungskonvent passiert, während Moses sich darüber aufregt, dass die Verfassung nicht die Sklaverei verbietet. Benjamin Franklin sagt vorher, dass zur Beendigung der Sklaverei ein weiterer Krieg notwendig sein wird. |                                           |                                    |                                                |                   |                                                                                            |

## Ausstrahlung
Die Erstausstrahlung erfolgte vom 2. September 2002 bis zum 4. April 2003 auf PBS im PBS-Kids-Block, Wiederholungen wurden bis Oktober 2004 gezeigt. Im September 2004 begann DIC damit, die Sendung im Rahmen der Content-Syndication im DIC-Kids-Network-Block zu zeigen, damit die Sender, die den Block übernehmen, die Anforderungen der Federal Communications Commission erfüllen. 2008 wurde die Sendung bei History wiederholt. Weitere Ausstrahlungen folgten bei This TV und 2012 bis 2013 bei CBS. 2017 folgten Wiederholungen bei Starz, bis August 2019 wurde die Sendung bei Starz Encore Family ausgestrahlt. Seit August 2019 wird die Sendung nur noch am Unabhängigkeitstag als Marathon bei Starz Encore Family gezeigt.

## Heimvideoveröffentlichung
Für den englischsprachigen Markt erfolgten mehrere Veröffentlichungen: PBS Home Video veröffentlichte die Serie 2003 für Bildungszwecke auf VHS-Kassette und DVD. Jede der 20 DVDs/VHS-Kassetten enthält zwei Folgen. Das Boxset enthält darüber hinaus auch Handbücher. PBS veröffentlichte außerdem ein sechsteiliges Boxset.
Im Juni 2004 veröffentlichte Ten-Strike Home Entertainment ein dreiteiliges VHS/DVD-Set – The Boston Tea Party: The Movie, Give Me Liberty und The First Fourth of July – jede DVD/VHS umfasst dabei drei Folgen. Die DVD-Version enthält darüber hinaus Bonusmaterial wie einen Charakterführer, historische Biografien und DVD-ROM-Funktionen, wie ein druckbares Malbuch. Diese Veröffentlichungen richteten sich an die Öffentlichkeit. Ten-Strike plante mit Heroes and Traitors, American Battles und Daughters of the American Revolution für September 2004 drei weitere Veröffentlichungen, die jedoch nicht erschienen.
Am 14. Oktober 2008 veröffentlichte Shout! Factory mit Liberty's Kids: The Complete Series eine sechsteilige DVD-Box mit allen 40 Folgen und Bonusmaterial für die Region 1. Die Veröffentlichung wurde mittlerweile eingestellt, da Shout! Factory nicht mehr über die Rechte an der Sendung verfügt.
Am 16. Juli 2013 veröffentlichte Mill Creek Entertainment erneut Liberty's Kids: The Complete Series als vierteiliges DVD-Set. Jede DVD enthält zehn Folgen.
Außerdem veröffentlichte Mill Creek Entertainment am 14. Februar 2017 Liberty's Kids: The Complete Series: Education Edition auf DVD für die Region 1. Das drei DVDs umfassende Set enthält alle 40 Folgen sowie Studienbücher für alle Episoden und Aktivitätsseiten.